# A·J·柏奈特
艾倫·詹姆斯·柏奈特（英語：Allan James Burnett，1977年1月3日—），經常被稱為A·J·柏奈特（A. J. Burnett），美國棒球選手之一，自2008年球季結束後與紐約洋基隊簽約，2012年交易到匹茲堡海盜擔任先發投手。

## 早期生活
柏奈特是紐約大都會於1995年大聯盟選秀會中第8輪第217名所選中的選手，但是在1997年的時候，柏奈特被交易至佛羅里達馬林魚，當年馬林魚獲得世界大賽冠軍。他第一次升上大聯盟是1999年，當年柏奈特在2A的成績為6勝12敗，5.52的防禦率。

## 職業生涯

### 佛羅里達馬林魚
2001年是柏奈特在大聯盟的第一個完整的球季，當年的成績為11勝12敗和4.05防禦率。5月12日，柏奈特投出生涯的第一個無安打比賽，這場比賽的對手是聖地牙哥教士，但是這場比賽他也投出9次保送，這在棒球比賽裡面是蠻特別的紀錄，比賽結果是以3：0由馬林魚獲勝，這場比賽投出9次保送，但三振卻只有7次。2002年柏奈特繳出12勝9敗、3.30防禦率和203次三振的成績，這是在2008年以前他大聯盟最佳的成績。2002年球季柏奈特主要的投球武器是快速球，平均為每小時94.9英里（miles per hour, mph）（页面存档备份，存于）。2003年柏奈特只先發四場比賽就因傷進行尺骨附屬韌帶重建術，本球季宣布提前結束，而無緣參與2003年世界大賽。2004年柏奈特一直到6月才回到球場上，今年總共先發19場比賽，獲得7勝6敗和3.68防禦率的成績，這一年所投出的快速球可以達到102 mph，不過到了9月的時候，柏奈特因肘部受傷而休息了幾場比賽。
2005年球季結束以後，柏奈特和他的隊友卡爾·帕瓦諾就具備自由球員的資格，他拒絕馬林魚提供的合約想到市場測試他的身價，而在拒絕合約以後，馬林魚開始想將柏奈特交易出去，但到7月31日結束，並沒有交易成功。在今年球季結束以前，柏奈特要拿出他最佳的表現來獲取一份好的合約。明星賽之後的第一場先發，他以5：6輸掉比賽，在此場比賽以後，柏奈特連續贏得7場比賽的勝投，今年最後一場勝投是8月19日對洛杉磯道奇的比賽，投8局0失分，以3：0獲得勝投，但是在這場比賽以後，他連續6場比賽吞下敗投，包含5場比賽輸掉4場比賽（ERA達到5.93），也讓馬林魚在9月輸掉外卡的資格，無緣進入季後賽。球季最後柏奈特繳出12勝12敗和3.44防禦率的成績。9月27日，柏奈特的評論被馬林魚要求離開球隊，在被要求離開的前一天，他批評球隊：我們的球員在害怕，我們的總教練在害怕，我們的教練在害怕。這場比賽馬林魚在亞特蘭大勇士的主場從3：0領先到3：5被勇士逆轉，柏奈特因不滿而做出批評。事後老教頭麥基恩（Jack McKeon）想叫他進辦公室，別再亂講話，他揮手拒絕並馬上打包行李閃人。隔天，馬林魚球團宣布，柏奈特禁賽至球季結束，他因此差1局就投滿210局，少賺5萬美元獎金，並以2次三振的些微差距，與生涯第2次單季200Ｋ擦肩而過，再過1天，球團更決定不與他續約，要求他立刻離開球隊。這一年柏奈特所投出的快速球平均值為95.6 mph （页面存档备份，存于）。柏奈特原訂9月30日最後1次先發，交給9月擴編才從2A升上來的新秀喬許·詹森。10月27日，柏奈特宣布成為自由球員。

### 多倫多藍鳥

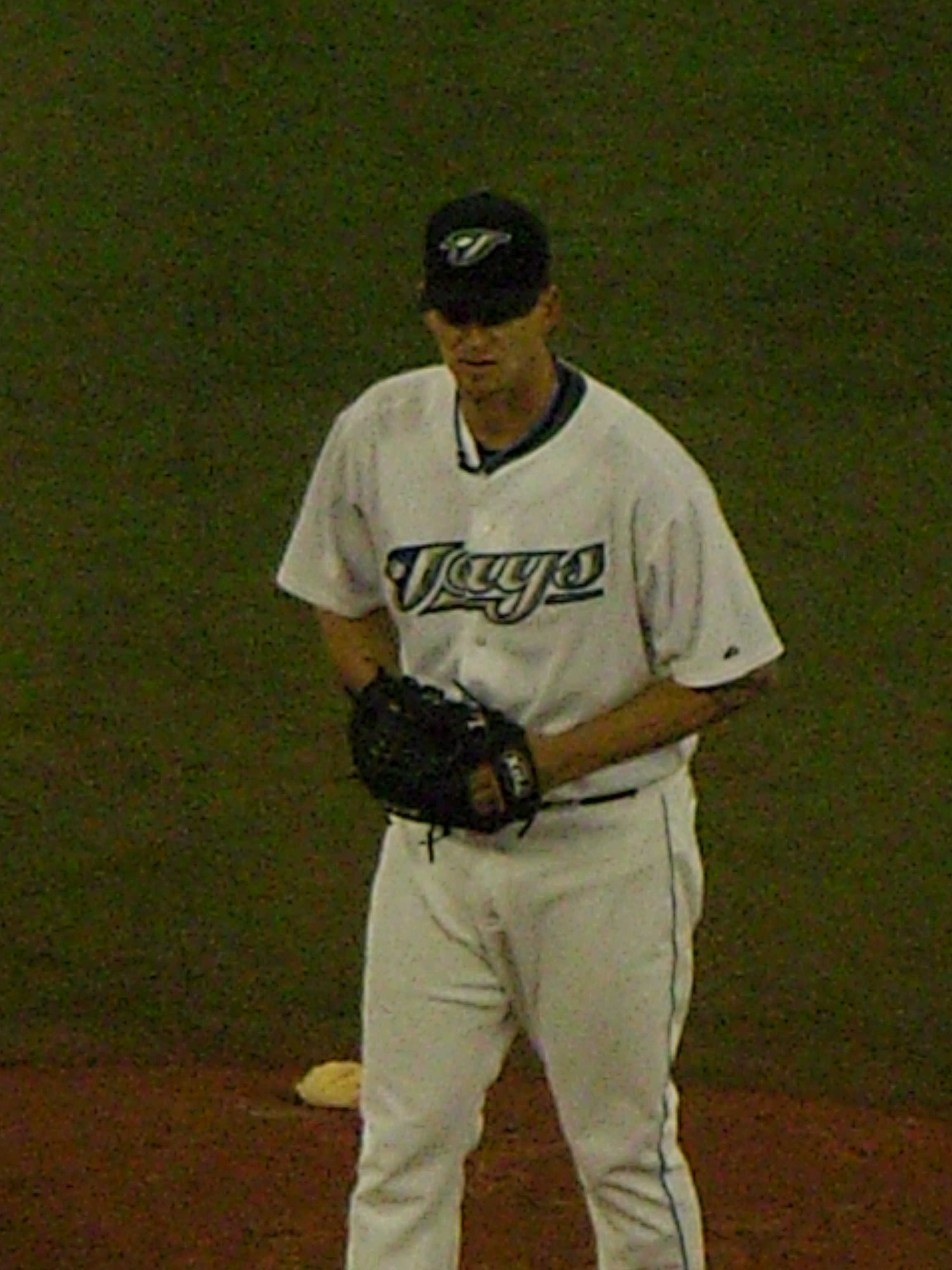
2008年5月22日，於多倫多藍鳥投球的柏奈特。

2005年12月6日，柏奈特和多倫多藍鳥簽下5年5500萬美金的合約，但在簽下合約的隔年2006年，球季開始柏奈特就進入傷兵名單，到4月15日對芝加哥白襪的比賽才回到先發輪執行列，但之後又因傷進入傷兵名單，直到6月22日才復出比賽，到球季結束以後，柏奈特繳出10勝8敗和3.98的防禦率。2007年第一場先發面對底特律老虎，只投2局便責失6分吞下敗投。接下來的四場先發中，柏奈特拿下2勝0敗的成績，並讓第一場比賽27的高防禦率，降至4.18。這一年柏奈特繳出10勝8敗和3.75防禦率的成績。柏奈特和藍鳥的5年裡面，有附帶一條2008年球季結束以後，柏奈特可以宣布提早成為自由球員，這一年柏奈特為了能夠在獲得一份優渥的合約，而投出生涯最佳的代表作，繳出18勝10敗，勝場數是生涯新高，34場先發中投球局數為221.1局，今年並投出生涯最佳的231次三振，獲得2008年美國聯盟三振王。在球季結束以後，柏奈特執行合約中的逃脫條款，宣布成為自由球員。

### 紐約洋基
2008年12月18日，柏奈特和紐約洋基簽下5年8250萬美金的合約。4月9日，是柏奈特該年第一場也是穿著洋基球服第一次先發投球，於客場面對巴爾的摩金鶯，投5.1局失2分，最後球隊以11：2大勝金鶯，柏奈特拿下個人在洋基的第1勝。下一場先發面對坦帕灣光芒，主投8局失2分拿下勝投，無安打的比賽維持在前6局。
5月12日先發面對前東家藍鳥，對手為洛伊·哈勒戴，投7.2局失5分，吞下敗投。
6月9日先發面對波士頓紅襪，只投2.2局便失5分，最後吞下個人對紅襪的第1敗。下一場先發面對紐約大都會，柏奈特投7局0失分，球隊以15：0大勝大都會，拿下今年的第5勝，球隊以2：1敗贏得這個系列賽。
8月7日，柏奈特主場先發面對紅襪，對手為前隊友賈許·貝基特，這次柏奈特7.2局只被擊出1支安打，但也投出6次保送，不過最後並沒有失分，無關勝敗。
10月4日，對光芒的比賽中柏奈特投5局失2分，球隊以10：2大勝，柏奈特拿下個人生涯的第100勝。
10月9日是2009年美國聯盟分區賽的第二場比賽，也是柏奈特生涯第一次季後賽的先發，主投6局失1分，無關勝敗。
10月29日，2009年世界大賽的第二場比賽，先發對手為費城費城人的佩卓·馬丁尼茲，投7局只失1分，拿下個人在季後賽的第1勝。
2009年柏奈特的問題是投出太多的四壞球，共有97次，是美國聯盟投出最多四壞球的投手。

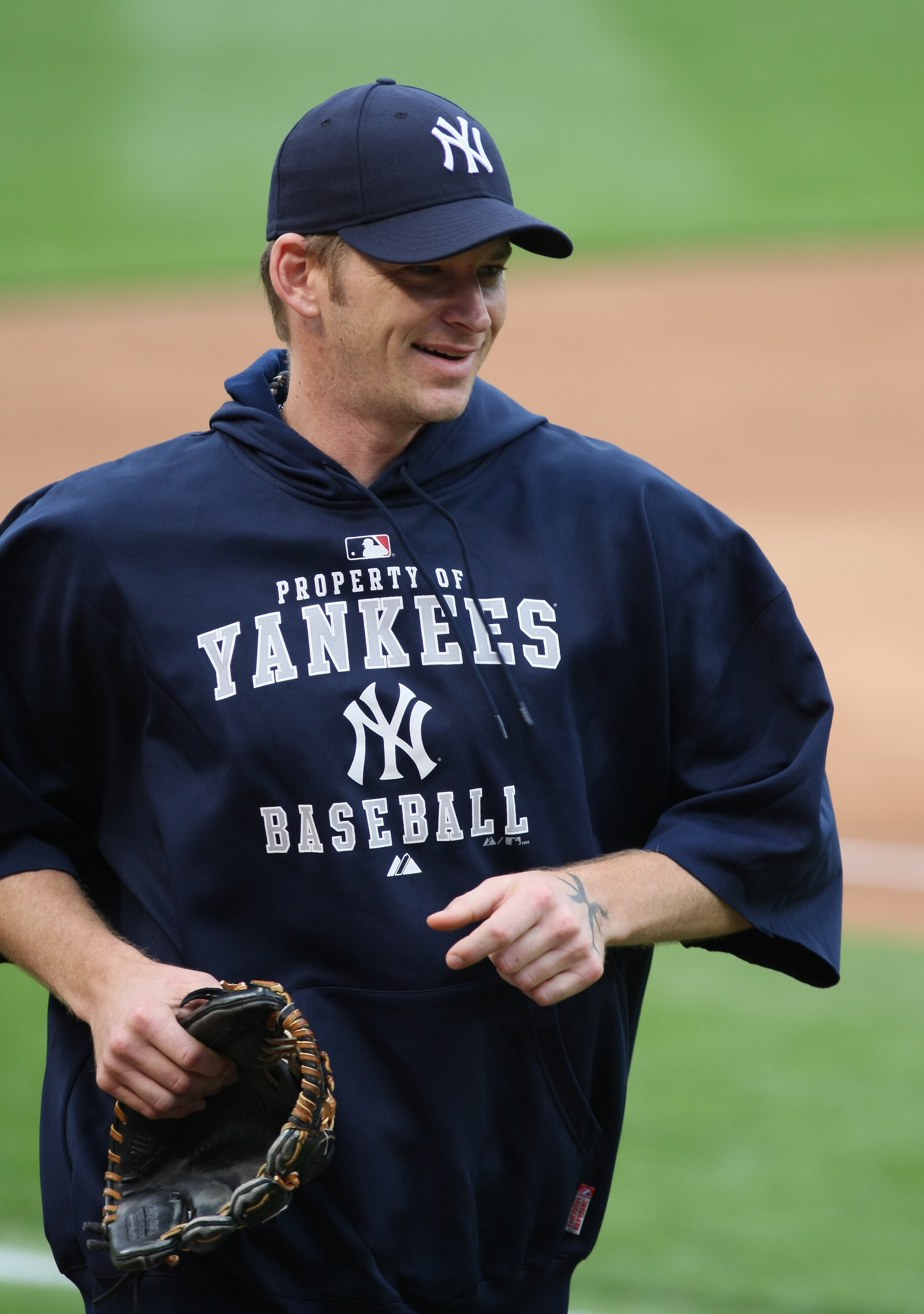
於紐約洋基時期的A·J·柏奈特

### 2013~2013匹茲堡海盜
2012年2月17日被交易到海盜隊，洋基隊換得小聯盟外野手Exicardo Cayones與投手Diego Moreno，同時後兩年合約3300萬美金薪資中洋基需負擔2000萬。
轉隊後的柏奈特，雖然在2012年5月2日出戰聖路易紅雀隊時僅投2.2局就失12分；但從5月19日率領海盜在跨聯盟賽事中擊退老虎隊後，包括六月份的五連勝在內，至7月8日止投出了9連勝，十二連不敗的成績，儼然成為海盜隊不可或缺的王牌先發。
雖然柏奈特在2012球季最後十場先發出賽僅投出2勝6負的成績，但全年16勝10負防禦率僅3.51的成績，不僅讓自己成為海盜隊的勝投王，更可說是成為離開洋基後大復活的代表之一。

### 2014費城費城人
2014年2月17日柏奈特與費城人簽下1年750萬美元簽約金、2014年750萬美元外加2015年相互選擇權的合約，其中球員選擇權價值750萬美元，球隊選擇權是1500萬美元。至於激勵條款相當優渥，除了今年先發場數達到24場時開始有獎金外，2015年球員選擇權也隨之提高，若來到最高32場時，球員選擇權將高達1275萬美元，代表2年下來Burnett最高可賺到3350萬美元。

### 2015年:回鍋當海盜
球季結束後，他並未執行與費城人合約中的1275萬美元(約3.9億新台幣)球員選擇權，反而在成為自由球員後不久就與海盜聯絡。海盜很快就與Burnett敲定合約，最終雙方簽下1年約，年薪850萬美元(約2.6億新台幣)。談到這個決定，Burnett今天在接受媒體訪問時表示：「我屬於這裡。這將會是我的最後1個球季，我還可以拚1年，我想要贏得冠軍戒指，而我想要在匹茲堡做到。」
Burnett今年投出生涯第2500K，超越山姆·麥克道威爾、吉姆·卡特（2461次）、Mark Langston （2464次）。

## 派襲
柏奈特從2006年效力於多倫多藍鳥隊開始，只要隊友擊出再見安打或是再見全壘打時，他就會出其不意，在隊友被記者訪問時，突然從後面拿著塗滿刮鬍泡沫的「奶油派」，往隊友的臉上砸過去，因此跟他同事過的隊友們，便因此稱呼他「砸派王」。
到了2009年柏奈特來到洋基以後更是爐火純青，2009年被他砸過的隊友有布萊特·加德納、梅基·卡布瑞拉、艾力士·羅德里奎茲、羅賓森·坎諾、強尼·戴蒙、荷黑·波沙達、松井秀喜、尼可拉斯·史威瑟、弗朗西斯科·瑟維里、Juan Miranda、馬克·塔克薛拉和傑瑞·小赫爾斯頓。2009年11月4日，2009年世界大賽最後一場比賽洋基拿下冠軍時，柏奈特將派砸向總教練喬·吉拉迪。

## 投球风格
AJ 伯奈特基本武器有两种，彈指曲球和速球。他的四縫線與二縫線速球在93-96mph之间帶有強烈的尾劲；而曲球在一般在80-82mph左右，有著銳利的下墜幅度。最近他做的手肘尺骨附属韧带手术稍稍影响了他出手的速度。
最近，为了提高球速合增加尾劲，他把原来的投球方式改成更接近3/4投球。他在蓝鸟时在投手教练Brad Arnsberg的帮助下提高了自己的变化球水平，并且取得了不错的效果。

## 私人生活
柏奈特畢業於Central Arkansas Christian學校，球季結束以後他會居住在馬里蘭州的Monkton。柏奈特身上有許多的紋身。

## 外部連結
- 球員資訊和成績在MLB ，ESPN ，Retrosheet ，Baseball Reference ，Baseball Reference (Minors) ，Fangraphs ，The Baseball Cube （英文）

| 前任： 野茂英雄        | 無安打比賽 May 12, 2001 | 繼任： Bud Smith     |
| 前任： 史考特·卡茲米爾 | 美聯三振王 2008         | 繼任： 賈斯丁·韋蘭德 |